# Pikaia
Pikaia je bila prednice današnjih vodnih črvov in polžev, pa tudi morskih listov. Bile so dolge do pol metra, nekatere do sedemdeset centimetrov. 
Edini plenilci Pikai so bili orjaški kronozavri ter barioniksi. Pikaje niso imele lupine, ki bi jih varovala pred plenilci, so pa bile izjemno podobne takratnim podvodnim rastlinam. V nasprotju z ostalimi živalmi tistega obdobja niso bile pikaie ne živorodne in se niso izlegle iz iker, temveč so se rodile na čisto poseben način.